# ガンダムアストレイ アウトフレーム
ガンダムアストレイ アウトフレーム (GUNDAM ASTRAY OUT FRAME) は、「ガンダムシリーズ」のうちのコズミック・イラ (C.E.) 年代を描いた「ガンダムシリーズSEED」シリーズに登場する架空の兵器。漫画や小説といったテレビアニメ以外の媒体で展開される外伝「機動戦士ガンダムSEED ASTRAYシリーズ」のメカで、初出作品は2004年 - 2006年に「ガンダムエース」で連載されていた漫画『機動戦士ガンダムSEED DESTINY ASTRAY』。「ガンダムシリーズ」の主要兵器である人型ロボット「モビルスーツ (MS) 」の一種で、作中勢力のひとつである「プラント」の軍事組織「ザフト」が開発した試作機。正確には、アニメ本編でのフリーダムガンダムなどの兄弟機であるテスタメントガンダムの予備パーツを組み上げた機体で、敵勢力である地球連合軍製MSの技術検証のために、連合と共通規格のバックパック換装システムを採用している。パーツ状態で放置されていたところを発見したジャンク屋のロウ・ギュールによって組み立てられたのち、主人公のジャーナリストであるジェス・リブルに譲渡される。換装システムを利用した背部コンテナやワイヤーアンカー、最低限の自衛戦闘も可能な装備が追加されるほか、オリジナル機であるテスタメントとの戦いでは戦闘用のアウトフレームDに改修される。
メカニックデザインは阿久津潤一。

## 機体解説
アウトフレームは、ZGMF-X12A テスタメントの予備パーツをロウ・ギュールが組み立て、作業用MSとしてジャンク屋組合の規約に併せて仕様変更した機体である。背部にテスタメントと同じくストライクと同規格のストライカーパック用プラグを持つため、地球連合軍で開発されているストライカーパックは一通り装備することが可能である。本機の「アストレイ アウトフレーム」という名称は、両陣営の技術が混在しているような特徴を持つ本機に、連合・ザフトどちらの規格にも合わない「規格外のMS」という意味をこめてロウが命名したもの。尚、頭部は立体視用のツインアイや補助センサーつきアンテナ等を有するガンダムタイプとなっている。
完成した本機は、ロウがジェネシスα内で出会い、意気投合したジェス・リブルに「8（ハチ）」と共に託された。作業用MSであるが故に、護身用に製作されたビームライフル以外の武装を持たないが、使い方次第で武器となる装備は多数搭載されている。
戦闘が主要目的ではないため、普段はバッテリーの節約も兼ねて機体出力自体にリミッターが掛かっている。ユニットバスなどの居住設備の入ったバックパック「バック・ホーム」、専用高機動型ストライカーパック「Gフライト」等のオリジナル装備を人工知能コンピューター「8（ハチ）」が設計し、主にユンがジャンク屋組合からの運搬、設備の設置や整備を担当）が必要に応じて随時追加されている。

### 装備・武装
ガンカメラ
マティアスがジェスに贈り、レイスタ搭乗時代から使用しているMSサイズのハンディカメラ。映写機も付属しており、録画した映像の再生も可能。映写機からは強烈な光を放つ事が可能で、至近距離でMSのカメラにぶつければセンサーを一時的に麻痺させる事もできる。アウトフレームの高精度センサーとの連動による望遠機能はかなりのものであり、ジェネシスαによるユニウスセブンの破砕を試みた際には、ジェネシスαの照準合わせにも使用された。
ビームサイン
アウトフレームの腰部に装備されているアウトフレーム独自の装備。ビームサーベルの柄に酷似しており、ビームの発光による視覚信号伝達を目的として開発されている。これにはミラージュコロイド技術が使用されているため形状を自由に変えられ、作中では鞭のような形状になる場面もあり、かなり自由な形成が可能のようである。使い方次第では不完全ながらビームシールドにもなる。さらにこれは、ビームサーベルに使われている技術と近似であるため出力を高めることで、通常のビームサーベルと同等の威力を得られる。だが、高出力での運用は設計外なのでビームサイン自体に負荷がかかり、高出力での連続使用は1000秒以下の短時間に限定される。
作業用ナイフ「アーマーシュナイダー」
バックジョイント、及びバックホームに2本ずつ装備されているナイフ。戦闘に用いられる事は殆どないが、戦闘用との性能差は特にない。
ビームライフル
アウトフレームの護身用にカイト・マディガンが設計したビームライフル。護身用とは言え、その性能は軍の制式装備と比較しても全く遜色なく、MSを一撃で撃破する威力を持つ。またアウトフレームの高精度センサーとの連動により、かなりの精密射撃が可能。ビームのパワーの供給は機体からではなくカートリッジを交換することで行う。また単発ではあるが下部にグレネードランチャーも装備していたが劇中で使用することはなかった。
バックジョイント
アウトフレームのストライカーパック用プラグに接続されている通常装備。2基の大型クレーンアームとアーマーシュナイダー、照明装置を備えており、作業用のストライカーパックと言える。各種作業やバックホームの固定の他、接近戦時に相手の動きを封じるサブアームとしても機能する。
バックホーム
長期取材用に「8（ハチ）」が設計した居住ユニットで、大容量バッテリーや、装備を格納するコンテナを搭載している。内部は三階建てになっており、一階がベッドルーム、二階がキッチン（後にセトナの部屋と兼用となる）、三階は後から追加されたユニットバスとなっている。外部からの入り口に加えコクピットから直接出入りが可能。その他、防護用のシールドや数種類の色の布を使い分ける事で迷彩を施すシューティングコート、上部には煙幕散布装置を備えており、それら全てを専用のハードポイントに接続する事で装備を一纏めにできる。
Gフライト
インパルスの取材に際して「8（ハチ）」が設計した専用ストライカーパック。レイダー制式仕様を参考にしており、大ジャンプ能力と飛行形態への変形機能を付加し、飛行しながらの撮影が可能となる。専用のシールドウィングがあり名の通りシールドとして機能するが、Gフライトの主翼としての機能もある為これを損壊した場合飛行が出来なくなる。エールストライカーやジェットストライカーと比べて機動性には劣るが、航続距離に関しては大幅に延長されている。スカイグラスパーへの装備も可能。
マルチパック
「8（ハチ）」がリジェネレイトの持つ可変型プラグを参考にD.S.S.D関係の技術をミックスして設計したアウトフレーム専用背部アダプターユニット。プラグ部はサイズが可変するフリー規格となっておりストライカーパックだけではなく、ウィザードやシルエットモジュールの装備も可能となった。しかしながら、これらの追加装備は本来アウトフレームでの運用を想定したものではない（制御OS内に対応したソフトや暗号キーがない）ため、「8（ハチ）」による解析と制御サポートが必須となる（8のサポートがあれば1度使った装備の再使用は可能になる）。劇中ではブラストシルエットをインパルスから借り受けて使用した。また、アウトフレームDへの改修後には、マーレ・ストロードの搭乗するデスティニーインパルス1号機からデスティニーシルエットを奪い取り使用しているほか、イルド戦ではイライジャ専用ザクのブースターウィザードを使用している。使用された技術には軍事機密に抵触する部分があるものの、はっきりとした事は分からないとされている。
カレトヴルッフ
『DESTINY ASTRAY R』に登場。ロウから贈られた物で、ガンカメラの機能を搭載された特注品。

### アウトフレームD
テスタメントとの戦闘において中破したアウトフレームを、火星から帰還したロウ・ギュールが修復し、本来の姿である戦闘用MSに戻した機体。名称の「D」は戦闘用であることを示すデュエル (DUEL) や、2人乗りのダブル (DOUBLE)、ロウが適当に名付けた運命 (DESTINY) 等、様々な意味が込められているが、カイトから「すでに同名の機体はある」と突っ込まれたりした末に通称はダッシュ (DASH) となったようである。
腕部と下半身がテスタメントと同型のものになっているが、装甲材はPS装甲ではなく発泡金属を使用している。そのため強度的には劣るものの、軽量化によって機動性がアップしている。テスタメントのウイルス散布機能に対抗するべく、頭部メインカメラ部分に有視界コックピットが設置され、複座型の機体となった。この時、一時的にメインパイロットはカイト・マディガンが務め、頭部にジェスが乗り込みテスタメントを直接カメラデバイスで撮影することで敵を捉える「目」となり、「8（ハチ）」がウイルスに対する制御を行い戦った。
テスタメント戦後、有視界コックピットは元のメインカメラに戻されたが、イルド・ジョラールとの戦いの際に再び改装される（なお、この時ジェスがカイトの敵討ちのためにメインパイロットを務めていたため、有視界コックピットにはベルナデット・ルルーが代わりに搭乗している）。この時のみ武装としてマディガン機専用の複合銃を所持している。

### 備考
連載開始当初、本機の正体は明らかにされておらず、ストライカーパックが使用可能なことが判明した『電撃ホビーマガジン 2005年2月号』と同時期発売の『ガンダムエース 2005年2月号』では、当時は詳細不明だった「ZGMF-X12A」との関係を疑う描写がされるなど、中盤までは本来の素性が不明の機体とされていた。

## テスタメントガンダム
ザフトが開発したニュートロンジャマーキャンセラー (NJC) 搭載型核動力MSの1機。「テスタメント (Testament)」 とは「神と人との誓約」の意。
本機はザフトにおけるストライカーパックシステムの試験検証を踏まえて開発された。このプラグ規格はZGMF-X11Aリジェネレイトにより鹵獲された連合機から入手したもので、後のウィザードシステムやシルエットシステムの技術的な礎となっている。
リジェネレイトと共にジェネシスα内のファクトリーにてロールアウトされたが、地球連合軍特殊情報部隊の奇襲を受け強奪されてしまう。鹵獲された本機は、独自の改修及び追加装備が施され、その際に新たにRGX-00の型式番号を与えられた。外装は他のザフト製核動力MS同様PS装甲を採用しているが、連合側に鹵獲された際に装甲への電圧を任意に調整可能なVPS装甲に改良され、任意に負荷電圧を高める事で物理的強度がさらに高められた。それによって装甲色が通常時の白から赤に変化している。

### 武装
MMI-GAU2 ピクウス76mm近接防御機関砲
MMI（マイウス・ミリタリー・インダストリー）社製。頭部に固定装備された対空防御用機関砲。その他の系列機やゲイツにも同型の装備が搭載されている。
ピクウスはラテン語でキツツキの意。この機関砲はアストレイシリーズ同様、発射時に開閉する上下可動式カバーを有する。
75mm対空自動バルカン砲塔システム「イーゲルシュテルン」
左胸部に内蔵される対空防御機関砲。改修時に連合が追加したものと推測されるが、詳細は不明。
ビームサーベル
両腰に1基ずつを装備。アストレイシリーズに似た楕円形の断面形状を持つ。
攻盾システム「トリケロス改」
鹵獲後に連合軍が追加した複合武装。GAT-X207 ブリッツが装備するトリケロスの発展型。巨大な熊手状のクローの掌底部にビーム砲を内蔵し、手の甲には出し入れ可能な実体剣を備える。材質は本体と同じVPS装甲製で、高電圧を掛けることで赤く発色する。シールドの両端部分は右腕を覆うように畳まれているが、必要に応じて展開し防御面積を広げる事が可能。裏面には小型火器用のハードポイント2基を備える。
ハンドガン
トリケロス改裏面に2挺装備された拳銃。人間サイズのオートマチック拳銃に似た形状を持つ。機体がマディガンの所有となって以降は、1挺を専用の複合銃に変更している。
量子コンピュータウイルス送信システム
連合による鹵獲後に追加された装備。頭部ブレードアンテナがウイルスの発振器として機能し、コロイド粒子を媒介に対象の量子コンピュータにウイルスを送信し、これを掌握する事が出来る。更に映像、音声問わずウイルスが改変した偽装情報を送り込む追加機能を持ち、これを利用して敵機の光学カメラから自機の存在を消し去る事すら可能としている。
かつてアクタイオン・インダストリー社が開発したNMS-X07PO ゲルフィニートの「バチルスウエポンシステム」とは同源の技術となる。
ディバインストライカー
トリケロス改と共に連合軍が追加装備した専用ストライカーパック。同名項目参照。

### 劇中での活躍
パイロットは薬物や特殊な洗脳調整によってコードネーム「スカウト0984」としての人格を植え付けられ、生体CPUとして使役されていた元ジェネシスα防衛部隊隊長アッシュ・グレイ。 第81独立機動群「ファントムペイン」によるセカンドシリーズ強奪作戦では、ウイルスによってアーモリーワン周辺宙域一体にジャミングを掛け後方支援を担当。ジャンク屋組合中央事務局となったジェネシスα制圧作戦にも参戦したが、アウトフレームDとの戦闘に敗北。パイロットのアッシュも生身で宇宙空間に飛び出し消息不明となった。
パイロットを失い、残された機体は新たにカイト・マディガンの乗機となり、その際、OSの改修により彼のパーソナルマークである白い十字架が浮かび上がるようVPS装甲にアレンジが加えられた。また、2丁装備されていたハンドガンのうち1丁が、カイト愛用の専用複合銃に変更されている。なお、アッシュが宇宙空間に放り出される寸前にウイルスを暴走させ、ジェネシスαの制御システムに強引に介入した影響で、ウイルスの送信機能は壊れ、使用不能となっている。